# Broomchemie
Broomchemie was de naam van een broomverwerkend bedrijf aan de Frankrijkweg te Terneuzen. Het is opgericht omstreeks 1970.
Het heeft ook nog een poos in Wierden een deel van een fabriek gehuurd die in het bezit was van Van Heek-Scholco.
Sinds juli 2008 staat het bekend als ICL-IP Terneuzen. Er werken ongeveer 120 mensen.
ICL (Israel Chemicals Ltd.) is het moederbedrijf van Broomchemie. Dit is in 1955 door de Israëlische staat opgericht als Dead Sea Bromine om de broomvoorkomens uit de Dode Zee te winnen en te verwerken. IP staat voor Industrial Products.
Het bedrijf produceert tal van broomverbindingen op basis van zuiver broom, dat vanuit Israël wordt aangeleverd. Dit broom wordt overigens ook als zodanig wel verkocht.
Tot de geproduceerde verbindingen behoren: Alkylbromiden, aromatische bromiden, overige organische en anorganische bromiden, tetrabroomethaan (TBE) en waterstofbromide. Veel van deze producten worden batchmatig vervaardigd. Er wordt geschat dat in 1991 ongeveer 15 kton aan broomverbindingen werden vervaardigd. Hiernaast werkt het bedrijf ook broomhoudende afvalstromen op.

## Toepassingen
Broomverbindingen vinden hun toepassing in tal van producten, onder meer in vlamvertragers, boorvloeistoffen bij de aardoliewinning, en als chemicalie bij de waterbehandeling.

## Milieu
Aan broom en broomverbindingen zijn aanzienlijke milieu- en veiligheidsrisico's verbonden. Regelmatig stond Broomchemie in de schijnwerpers van organisaties als Greenpeace. Bepaalde broomverbindingen vormden een gevaar voor de ozonlaag en een aantal daarvan werden reeds verboden. Ook is het risico op zware ongevallen aanwezig.